# Microregione di Capelinha
Capelinha è una microregione del Minas Gerais in Brasile, appartenente alla mesoregione di Jequitinhonha.

## Comuni
È suddivisa in 14 comuni:
- Angelândia
- Aricanduva
- Berilo
- Capelinha
- Carbonita
- Chapada do Norte
- Francisco Badaró
- Itamarandiba
- Jenipapo de Minas
- José Gonçalves de Minas
- Leme do Prado
- Minas Novas
- Turmalina
- Veredinha